# Diario de Cádiz
Le Diario de Cádiz (littéralement Journal de Cadix) est un journal de langue espagnole publié à Cadix, en Espagne. Le journal est diffusé dans la province de Cadix.

## Histoire et profil
Le Diario de Cádiz a été publié pour la première fois le 16 juin 1867 par Federico Joly Velasco. Le journal avait son siège à Cadix.
En 2006, le Diario de Cádiz était tiré à 29 004 exemplaires.